# Mineritul în Georgia
Mineritul se practică în Georgia de secole. Astăzi, industria minieră a Georgiei produce mangan, cupru și diverse tipuri de piatră de carieră. Deși economia georgiană a înregistrat o creștere economică semnificativă în ultimii ani, creșterea în sectorul minier și metalurgic a rămas în urma celei a economiei în general.

## Istorie
Mineritul metalifer în Georgia a început cu cuprul în mileniile VI-V î.Hr. Mineritul de aur se practică în Georgia încă din antichitate. O interpretare a legendei Lânii de Aur, presupusă a fi fost păstrată în Georgia antică, o leagă de metoda locală de exploatare a aurului aluvionar cu ajutorul lânii de oaie. Plinius cel Bătrân a atribuit începutul mineritului în Georgia vestică regelui Saulaces al Colchidei, care a inițiat exploatarea aurului și a argintului în Svaneti. Georgienii din antichitate produceau, de asemenea, fier, cupru, alamă și bronz.
În secolul al XVII-lea, minele de argint au rămas o sursă majoră de bogăție pentru Georgia, în special în Imereti, în timp ce mineritul de cupru a înflorit în Kartli la începutul secolului al XVIII-lea.
În timpul perioadei sovietice, în Georgia s-a extras o gamă largă de minerale, care includeau arsen, baritină, bentonit, cărbune, cupru, diatomit, plumb, mangan, zeolit și zinc, printre altele. Majoritatea acestor produse erau încă produse în 2005, deși în cantități mai mici. Țara fusese un producător major de minereu de mangan de înaltă calitate timp de aproximativ un secol, deși rezervele de minereu erau în scădere. O parte din mangan era utilizată în Georgia pentru producția de feroaliaje. După destrămarea Uniunii Sovietice, nivelul producției de minerale în Georgia a scăzut brusc. Deși producția în industria minieră era în revigorare în 2005, Georgia nu a produs niciun produs mineral în cantități care ar fi de o importanță mai mare decât regională.
Rolul principal al Georgiei în aprovizionarea mondială cu minerale era acela de a servi drept rută de transport pentru livrările de petrol și gaze din regiunea Caspică către piețele mondiale. Trei dintre noile conducte mari de export de petrol și gaze care fuseseră sau erau în construcție în regiunea Caspică trec prin Georgia. Aceste trei sunt conductele Baku-Tbilisi-Ceyhan, Baku-Tbilisi-Erzurum și Baku-Supsa („Ruta Vestică Timpurie a Petrolului”). Nu au fost planificate rute care să traverseze Armenia din cauza relațiilor dificile ale Azerbaidjanului cu această țară.

## Structura industriei
În 2005, Georgia avea 148 de întreprinderi implicate în minerit și exploatarea carierelor dintr-un total de 4.632 de întreprinderi industriale, ceea ce reprezenta 3,2% din numărul total de întreprinderi industriale. Șapte dintre aceste 148 de întreprinderi erau deținute de stat, iar restul erau private. În 2005, forța de muncă implicată în minerit și exploatarea carierelor totaliza 8.600 de persoane dintr-o forță de muncă industrială totală de 94.300 de persoane, sau 8,6% din forța de muncă industrială. Întreprinderile de minerit și exploatarea carierelor deținute de stat angajau 5.700 de persoane, iar întreprinderile private angajau 2.900 de persoane. Mineritul și exploatarea carierelor au contribuit cu 10,4% din valoarea totală a producției industriale în 2005.
Din valoarea totală a producției pentru minerit și exploatarea carierelor, întreprinderile deținute de stat au produs aproximativ o treime din valoarea producției, iar restul de două treimi au fost produse de întreprinderi private. Din valoarea totală a capitalului fix industrial, întreprinderile de minerit și exploatarea carierelor reprezentau 3,4% din valoare.

## Comerț
Georgia a exportat un procent mare din principalele sale produse minerale. Aceste produse includeau minereuri și concentrate de cupru, feroaliaje produse din minereu de mangan autohton și îngrășăminte azotate. Țara a exportat, de asemenea, cantități semnificative de deșeuri și resturi feroase. Principalele importuri de minerale ale Georgiei au fost petrolul și gazele naturale.

## Resurse minerale
Georgia are peste 300 de depozite minerale explorate, dintre care doar aproximativ jumătate au fost puse în producție. În ultimii 100 de ani, depozitele de minereu de mangan de lângă orașul Chiatura au reprezentat o sursă semnificativă de producție de minereu de mangan. Minereurile din Chiatura au aprovizionat uzina de feroaliaje Zestaponi din țară.
Resursele depozitului Chiatura au fost estimate la 215 milioane de tone de minereu de mangan, dintre care aproximativ jumătate au fost epuizate. Țara are 11 câmpuri petrolifere explorate, cu resurse petroliere raportate de 28 de milioane de tone; se crede că există și câmpuri petrolifere mai mari.
Se raportează că Georgia are peste 400 de milioane de tone de resurse de cărbune.
Se crede că coasta Mării Negre din Adjaria conține zăcăminte mari de gaze naturale, cu 8,5 miliarde de metri cubi de resurse deja explorate și resurse potențiale estimate la 125 de miliarde de metri cubi.
Țara are, de asemenea, resurse de arsen, baritină, cupru, diatomit, piatră de construcție, marmură și plumb-zinc, precum și materii prime pentru producerea de ciment. Depozite importante includ depozitul de argilă bentonitică Askana din Ozurgeti, depozitul de diatomit Kisatibi din districtul Akhaltsikhe, depozitul de zinc Kvaisa din districtul Java, depozitul de arsen Lukhumi din districtul Ambrolauri și depozitele polimetalice (barită, cupru, plumb-zinc, pirită, argint, cuarțite aurifere) Madneuli din regiunea Bolnisi.

## Perspective
Se așteaptă ca veniturile majore ale Georgiei din minerale să provină din rolul său de rută de transport pentru hidrocarburile din Marea Caspică. Dezvoltarea câmpurilor petrolifere și de gaze ar putea avea loc în zona continentală a Mării Negre, deoarece un număr de companii internaționale majore evaluează potențialul de producție al regiunii. Doar două întreprinderi miniere funcționează în Georgia - întreprinderea de mangan Chiatura și întreprinderea minieră polimetalică Madneuli. Ambele au lipsit anterior de resurse de investiții pentru a introduce tehnologii moderne care le-ar permite să producă aproape de potențialul lor. Cu toate acestea, în 2005, un consorțiu format din ofertanți austrieci, georgieni și ruși ar fi câștigat licitația de privatizare pentru întreprinderea minieră de mangan pentru 132 de milioane de dolari, iar Stanton Equities Corporation ar fi câștigat o licitație de privatizare pentru o mină de aur la Madneuli.